# ブラックムーア (サプリメント)
『サプリメント2：ブラックムーア』（以下『ブラックムーア』）は、デイヴ・アーネソン（序文はゲイリー・ガイギャックス）が、『ダンジョンズ&ドラゴンズ』ファンタジー・ロールプレイングゲームの最初期の版向けに執筆した、追加ルールブック（TSR製品番号2004）である。

## 内容
最初の『ダンジョンズ&ドラゴンズ』ルールの2冊目のサプリメントである「ブラックムーア」は、水中での冒険や命中箇所のルールを導入し、モンクやアサシンのキャラクタークラスを追加したことで知られている。
デイヴ・アーネソンは、彼が創造したロールプレイ用のキャンペーン世界であるブラックムーアにちなんで、この冊子のタイトルを付けた。追加ルール、モンスター、財宝、ロールプレイングゲームで初めて出版されたアドベンチャーである「ザ・テンプル・オブ・ザ・フロッグ」が収録されている。そのタイトルに反して、このサプリメントにはアーネソンが創造したキャンペーン世界そのものに関する情報はほとんど含まれていなかった:100。
『ブラックムーア』では、新たに2つのキャラクタークラスが追加された：アサシンは、シーフのサブクラスである。「格闘技を用いる修道士」モンクは、クレリックのサブクラスであり、ファイターとシーフの入り混じったようなクラスにすることを意図されていた。セージのキャラクタークラスも登場したが、ノンプレイヤーキャラクター専用に変更され、編集者によって冊子の後方に移された。
また、このサプリメントでは病気や命中箇所のルールも紹介されており、キャラクターやモンスターの身体の各部位にはそれぞれのヒットポイントが割り当てられている。キャラクターの身長や武器の間合いに応じて、特定の身体部位に当たる確率が変化した。身体のどの部分であってもヒットポイントがゼロになった場合、そのクリーチャーは不具になるか死亡する。
このサプリメントでは、泳ぎ方のガイドライン、水中での戦闘時の装備重量制限、武器や呪文の水中戦闘での効果など、水中での冒険のためのルールが導入された。また、『ブラックムーア』には新たな水棲モンスターや水中での冒険に役立つ装備品が多数掲載されている。これらの水棲モンスターやマジックアイテムの多くは、最終編集で省かれたアーネソンによる素材を補うために追加された、スティーヴン・R・マーシュの創作物であった。

## 出版履歴
最初の『ダンジョンズ&ドラゴンズ』ルールブックの出版後、ゲイリー・ガイギャックスとデイヴ・アーネソンは各自のキャンペーンのサプリメントを出版することに決めた。アーネソンにとってこのサプリメントは、1971年の第1四半期に開始された彼の「ブラックムーア」キャンペーンに基づくものであった。1975年3月、ガイギャックスはアーネソンが最終草稿に取り組んでいることをウォーゲーム会報で伝え、TSRは製品の予約の受付を開始し、『ザ・ストラテジック・レビュー』誌で宣伝した。この冊子は、2人の編集者（ブライアン・ブルームとティム・カスク）を経て、一時的に行方不明になったこともあり、納品が遅れた。最終的な編集は数週間で急遽行われた:111。『ブラックムーア』サプリメントはTSRルールズによって1975年に60ページのダイジェストサイズ（およそ14×21cm）の書籍として出版された。これは『ダンジョンズ&ドラゴンズ・ボックスセット』（1974年）の2冊目のサプリメントであり、「サプリメント2」と呼ばれ、同年にガイギャックスの『グレイホーク』が先行して出版されている。
この冊子のイラストは、デイビッド・C・サザーランド3世、マイク・ベル、トレイシー・レッシュらが担当した。サプリメントの編集と進行はティム・カスクが担当した。
「ザ・テンプル・オブ・ザ・フロッグ」は後に修正・拡張され、アドベンチャーモジュールDA2『ザ・テンプル・オブ・ザ・フロッグ』として出版された。
『ブラックムーア』サプリメントは、2013年11月19日に、オーク材製の箱に入った新たな梱包が特徴の「ホワイトボックス」プレミアム復刻版として再版された。復刻版の内容は以下の通り。第1巻：『メン&マジック』、第2巻：『モンスターズ&トレジャー』、第3巻：『アンダーワールド&ウィルダネスアドベンチャーズ』の3冊のルールブック、サプリメント1：『グレイホーク』、サプリメント2：『ブラックムーア』、サプリメント3：『エルドリッチ・ウィザードリィ』、サプリメント4：『ゴッズ、デミゴッズ&ヒーローズ』の4冊のサプリメント。各冊子は、新たな表紙イラストを特徴としているが、それ以外は本文イラストを含めて原本を忠実に再現している。

## 評判
スコット・キャスパーは、RPG.netのウェブサイトに寄稿し、「ブラックムーアは最初のキャンペーンであり、これはその最初のサプリメントとして出版されたものだ。今日では、この書籍の評価は低いが、ゲームの歴史や“伝統的”なゲームに興味がある人々にとっては価値のある作品だ」と述べた。彼は5点満点中2点をつけた。